# ترودل، نیوبرانزویک
ترودل، نیوبرانزویک (به انگلیسی: Trudel, New Brunswick) یک منطقهٔ مسکونی در کانادا است که در نیوبرانزویک واقع شده‌است. ترودل ۲٬۵۰۵ نفر جمعیت دارد.